# Mitsubishi Motors
Mitsubishi Motors Corporation (三菱自動車工業株式会社, Mitsubishi jidōsha kōgyō kabushiki kaisha, abrégé MMC, TSE : 7211) est un constructeur automobile japonais qui fait partie du keiretsu Mitsubishi, filiale de l'Alliance Renault-Nissan depuis 2016.
Après avoir longtemps été le 4e constructeur automobile japonais, loin derrière Toyota, Honda et Nissan, puis en 2006 le 6e, bien après Suzuki et juste après Mazda, avec une production de 1 313 409 véhicules en 2006 en se classant 17e constructeur mondial de véhicules, juste après BMW mais loin devant Daihatsu, il devient aujourd'hui avec Renault et Nissan qui l'avait racheté à 34 % du capital en 2016, le 1er constructeur automobile mondial devant Volkswagen et Toyota avec 9,5 millions de véhicules vendus par an. Sa production est composée uniquement de véhicules particuliers et d'utilitaires légers, depuis que la division poids lourd, Mitsubishi Fuso, a été reprise par son ancien actionnaire Daimler AG.

## Histoire

### Début de l'activité automobile
Mitsubishi, signifie trois (mitsu) macre commune (hishi), ce qui qualifie au Japon un losange.
Mitsubishi a été fondé en 1873 par Iwasaki Yataro. Il s'agit d'un keiretsu ou littéralement conglomérat de plusieurs entreprises.
La première automobile Mitsubishi, construite par Mitsubishi Heavy Industries apparaît en 1917. Basée sur la Fiat Tipo 3, son nom est la Type A. Cette dernière étant entièrement construite selon un mode artisanal, elle ne peut concurrencer des véhicules de même catégorie, fabriqués selon les méthodes de production modernes de l'époque comme le taylorisme, dont bénéficient de nombreuses marques telles que Ford avec sa Ford T (1907-1927), mais aussi en France, les voitures Mors qui deviendront en 1919 les automobiles Citroën. La "Type A" disparaît donc en 1921, après avoir été produite à seulement 22 exemplaires.
Ce n'est qu'en 1937 que Mitsubishi Heavy Industries (MHI) développe à nouveau une berline 4x4 à usage militaire appelée PX33. Après la Seconde Guerre mondiale, il faut attendre 1970 pour que Mitsubishi fabrique à nouveau un véhicule automobile sous son nom, dans le cadre d'une nouvelle société baptisée Mitsubishi Motors Corporation.
Durant son histoire récente, MMC a de nombreuses fois collaboré avec d'autres constructeurs. Il y eut d'abord Chrysler en 1971, puis Hyundai en Corée du Sud, Proton en Malaisie, Volvo avec qui Mitsubishi Motors partagea l'exploitation de la plus grande usine automobile des Pays-Bas située à Born, avant de prendre l'entière propriété en 2001.

### Création de Mitsubishi Motor Corporation
Grâce à ces alliances et durant les années 1970, Mitsubishi Motors augmente sa production de véhicules de 500 %. La marque se développe notamment via l'export, en étant distribuée dans de nombreux pays à travers le monde, dont la France dès 1978.
MMC s'implante industriellement aux États-Unis, principal marché mondial, avec l'aide de Chrysler, en fondant l'usine Diamond-Star Motors, détenu à 50 % par chacun des deux partenaires, à partir de 1988. C'est un véritable tournant qui poursuit la stratégie entamée par son compatriote Honda en 1982. Mitsubishi Motors prend le contrôle total du site en 1991.
Mais sa forte implantation dans le sud-est asiatique va lui être fatale. En 1997, l'entreprise subit de plein fouet la crise financière asiatique qui va le faire s'agenouiller devant un « prédateur » (terme employé à l'époque pour désigner les repreneurs d'entreprises automobiles moribondes).

### Période Daimler-Chrysler
Le constructeur Daimler-Chrysler, déjà assis sur ses marchés européen et nord-américain, est à la recherche d'un partenariat en Asie afin de renforcer sa présence dans cette région. Après avoir renoncé à racheter Nissan, au profit de Renault, il trouve un accord avec MMC. Le japonais dispose d'usines en Asie et son implantation aux États-Unis, offre les opportunités autant d'une complémentarité géographique que d'économies d'échelle ; il est également un généraliste de petites cylindrées, ce que recherche l'entreprise germano-américaine. Pour Mitsubishi Motors, cette alliance, sérieusement envisagée par les spécialistes du secteur depuis la fusion entre de Daimler Benz et Chrysler Corporation en 1998, lui offre l'occasion de mettre en place une coopération globale, après avoir été fragilisé par la crise économique asiatique. Les Smart Forfour sont ainsi produites dans l'usine néerlandaise NedCar de MMC, qui est sous-utilisée depuis le départ de Volvo Cars, racheté en 1999 par Ford, et le retrait des Volvo S40 des lignes de production.

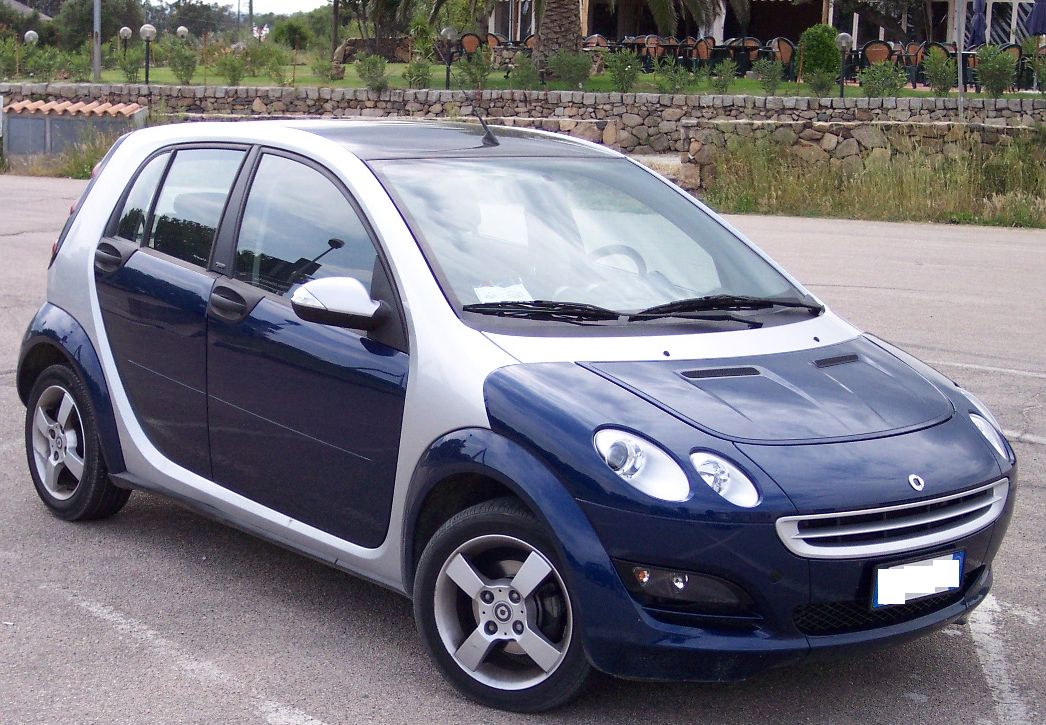
La Smart Forfour partageait sa plate-forme avec la Mitsubishi Colt, fruit de l'alliance temporaire entre Daimler-Chrysler et MMC

En 2002, sous l'égide de son président d'alors, Monsieur Kawasoe, impliqué avec 23 autres personnes dans un scandale de défauts dissimulés qui occasionne le rappel de 800 000 véhicules dans le monde, Mitsubishi Motors connait de graves difficultés pour écouler ses productions de véhicules. L'entreprise va perdre jusqu'à 60 % de part sur son marché intérieur, ainsi que 54 % en Amérique du Nord.
MMC connaissant de graves difficultés financières et industrielles, Daimler-Chrysler, dont les résultats sont plombés par les pertes dans ses différentes filiales (dont Mitsubishi), décide de ne pas participer à l'augmentation de capital souscrite en avril 2004 pour redresser les comptes du manufacturier japonais. Il voit sa participation diluée dans MMC de 34 % à moins de 25 %, après être monté à 37,3 % dans le cadre d'un dédommagement pour « vices » cachés dans l'entreprise Mitsubishi Fuso dans laquelle Daimler Trucks venait de prendre une participation importante.
Cet évènement marque le début du désengagement de Daimler-Chrysler, qui voit volontairement sa participation dans MMC diluée, passant à 12,42 % : les deux sociétés sont alors désolidarisées financièrement. La valeur de l'entreprise ne cessant de se déprécier durant les mois qui suivent. En novembre 2005, Daimler Chrysler solde avec une décote de 18 % les 12,42 % (548,4 millions d'actions) de participation qu'il lui reste, à la banque d'affaires américaine Goldman Sachs pour seulement 500 millions d'euros, marquant la fin de l'ère Daimler-Chrysler.
Cependant, même si les coopérations entamées ont été maintenues, d'autres se défont progressivement, obligeant Mitsubishi Motors à revoir sa stratégie de production. La décision du constructeur germano-américain d'arrêter la production de la Smart Forfour a ainsi mis fin mi-2006 à son assemblage dans l'usine NedCar, devenue l'unique propriété de MMC.
En 5 ans, Mitsubishi Motors verra ses ventes de véhicules s'effondrer de 50 % (VL & PL) et sera amputé, en 2005, de 85 % de sa marque de camion Mitsubishi Fuso (no 2 japonais) que le numéro un mondial Daimler Trucks reprendra.

### Indépendance et coopérations
Mitsubishi Motors Corporation a été sauvé de la faillite par la puissance de son groupe, et la participation très intéressée du fonds d'investissement Phoenix Capital et de la banque d'affaires JP Morgan Chase.
Mitsubishi Motors corporation connait une baisse significative de ses ventes d'automobiles sur de nombreux marchés mondiaux depuis 2002. Ce n'est seulement qu'en juillet 2007, que MMC a enregistré un bénéfice annuel de 73 millions de dollars grâce aux ventes de son S.U.V "Outlander"; vendu également en Europe sous les noms de Peugeot 4007 et Citroën C-Crosser.
Depuis sa séparation avec Daimler-Chrysler, MMC a renoué avec une politique de partenariats sans échange capitalistique ni grande alliance, pour relancer sa production et conquérir de nouveaux marchés à moindre coût.

#### Avec PSA

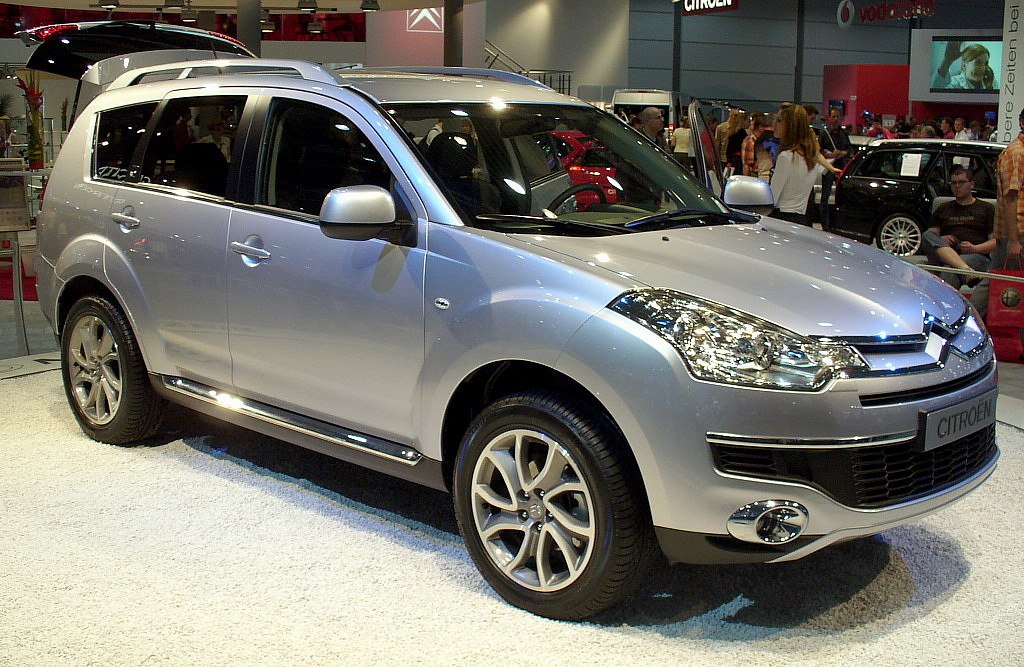
Le Citroën C-Crosser est un Mitsubishi Outlander sous la marque du groupe PSA

Depuis l'accord passé le 11 juillet 2005, PSA et Mitsubishi Motors coopèrent à plusieurs niveaux. Depuis la mi-2007, le japonais reçoit des moteurs diesels du groupe français pour équiper ses SUV Outlander. Depuis 2008, PSA reçoit 30 000 Outlander produits par Mitsubishi au Japon, et badgés Peugeot et Citroën. Ce nouveau modèle a été développé dès l'origine dans l'optique d'une commercialisation sous les trois marques. À partir de 2009, les modèles destinés au groupe français seront assemblés dans l'usine néerlandaise NedCar, où sont déjà montés les Mitsubishi Outlander, pour répondre à la demande européenne des deux groupes et réduire les coûts, en particulier de transport. Les deux sociétés construisent par ailleurs une usine en Russie, d'une capacité de 160 000 véhicules par an, où MMC mettra en ligne des SUV destinés au marché local.
De plus, en 2010, Mitsubishi et PSA ont le projet de construire en commun des véhicules de transports tout électrique basés sur la technologie des batteries "ion lithium" que maîtrise parfaitement une entreprise du keiretsu Mitsubishi.
Cette nouvelle stratégie est assimilable à celle de PSA : établir des collaborations durables, sur un type de produit, et sur un marché donné, sans participation croisée ni prise de contrôle, pour croître.
Le 3 décembre 2009, PSA Peugeot Citroën annonce étudier un rapprochement avec Mitsubishi. Selon le quotidien économique Nikkei Shimbun, le groupe français souhaitait prendre entre 30 et 50 % de son homologue japonais à la faveur de l'émission par celui-ci de nouvelles actions pour un montant allant de 200 à 300 milliards de yens (1,5 à 2,3 milliards d'euros). Ce projet reste sans suite.

#### Avec Isuzu
Mitsubishi Motors et Isuzu Motors ont produit ensemble un nouveau moteur diesel avec turbo à géométrie variable de 1,8 ℓ, qui équipe le crossover ASX depuis 2010. Moteur depuis installé sur la Lancer.

#### Avec Nissan
Mitsubishi fournit des voitures de catégorie keijidosha à Nissan (lequel s'approvisionne également chez Suzuki pour enrichir son offre dans ce segment). L'EK Wagon, le Town Box et le Pajero Mini deviennent ainsi respectivement Otti, Clipper Rio et Kix. La fourniture de la Mitsubishi Town Box est également prévue. MMC reçoit de son compatriote un véhicule utilitaire de moyenne gamme issu du break Wingroad, les AD et Expert. Ce modèle est rebaptisé Lancer Cargo une fois consacré Mitsubishi.
En janvier 2016, Mitsubishi annonce la fermeture de son usine en Amérique du Nord située à Normal dans l'Illinois, faute de repreneur souhaité par Mitsubishi.
Le 20 avril 2016, la marque avoue avoir « manipulé des tests pour présenter de meilleurs rendements énergétiques » pour ses moteurs depuis vingt-cinq ans ; plus de 625 000 véhicules sont concernés.
En mai 2016, Nissan et Mitsubishi annoncent une augmentation de capital de Mitsubishi que Nissan souscrira pour devenir actionnaire de Mitsubishi à hauteur de 34 % pour 1,9 milliard d'euros. Cette augmentation de capital est réalisée en octobre 2016, pour un coût de 2,29 milliards de dollars.
Le 18 mai 2016, le constructeur automobile annonce la démission de son PDG Tetsuro Aikawa, effective le 24 juin 2016, à la suite des affaires de fraude et de manipulation des tests.
Mitsubishi Motors annonce le 20 octobre 2016 que Carlos Ghosn, PDG de Renault et Nissan, devient son président mi-décembre 2016. Nissan prend 34 % de part chez Mitsubishi ce qui fait de cette nouvelle alliance un ensemble de 9,5 millions de véhicules vendus par an.
Le 26 novembre 2018, lors d'une réunion extraordinaire du conseil d'administration, les membres décident à l'unanimité le limogeage de Carlos Ghosn, pour cause de malversations financières présumées. Osamu Masuko prend la présidence du conseil d'administration.
Le 21 juin 2019, le conseil d'administration déchoit officiellement Carlos Ghosn de son titre d'administrateur, et nomme Takao Kato directeur général du groupe MMC.
La justice sud-coréenne ordonne en 2019 la saisie d’actifs de Mitsubishi. L'entreprise japonaise avait été condamnée en 2018 à verser des dédommagements à des Coréens envoyés de force travailler dans ses usines pendant la Seconde Guerre Mondiale, mais elle avait refusé d’obtempérer.
En 2024, Mitsubishi et Nissan annoncent un partenariat avec Honda sur le développement commun de leurs futurs modèles électriques. En décembre 2024, Nissan et Mitsubishi entreprennent des discussions de fusions avec Honda.

## Identité visuelle

Logos de Mitsubishi Motors
Logo de 1870 à 1873 (Iwasaki)
Logo de 1870 à 1873 (Tosa)
Logo de 1873 à 1914
Logo de 1914 à 1953
Logo de 1953 à 2018
Logo depuis 2018

## Activité

### Positionnement
MMC est un constructeur mono-marque de voitures particulières, avec deux spécialisations : les SUV, essentiellement destinés au marché mondial, et les mini-voitures, dites kei, réservées au marché japonais. Ce dernier segment est étudié par le groupe pour être un produit à la fois mondialement et comme automobile à bas prix.
Hormis ces deux segments, Mitsubishi Motors dispose d'une gamme réduite et confine certains modèles à quelques marchés, telle l'actuelle berline familiale Galant pour l'Amérique du Nord, la Russie, l'Ukraine et l'Arabie saoudite seulement, alors que les versions passées étaient commercialisées beaucoup plus largement. Présent sur le segment des citadines, avec la Colt, destinée à l'Europe en particulier, cette stratégie pourrait évoluer avec la demande naissante pour ce type de véhicule en Amérique du Nord, à l'instar de Ford qui, via un gros investissement sur sa ligne de montage mexicaine, introduit la Fiesta aux États-Unis.
| Type                   | Unités    | Pourcentage |
| ---------------------- | --------- | ----------- |
| Véhicules particuliers | 1 008 970 | 76,82       |
| Utilitaires légers     | 296 431   | 22,57       |
| Poids lourds           | 8 008     | 0,61        |
| Total                  | 1 313 409 | 100         |

### Dans le monde

#### Production globale
Sur les 69,25 millions d'automobiles produits dans le monde en 2006, 1,9 % étaient des MMC. En 2000, avec 1 827 146 unités assemblées, MMC comptait pour 3,13 % de la production mondiale, qui se situait à 58,37 millions de véhicules. Le déclin de l'importance de Mitsubishi Motors est donc net, car sa production a baissé de 28,1 % entre 2000 et 2006, alors que l'industrie automobile a progressé de 18,6 % sur la même période,, passant du rang de 12e constructeur mondial à 17e.
Au Japon, Mitsubishi Motors a assemblé 758 478 véhicules soit 6,6 % de la production nationale en 2006, située à 11,48 millions. Le déclin de MMC est toutefois moins fort sur son marché intérieur, comparé au marché mondial, entre 2000 et 2006, avec une baisse de 23,9 %, alors que la production nippone progressait de 13,2 %. Cependant, si c'est en Malaisie que la production a le plus baissé, de 68,1 %, c'est aux États-Unis qu'elle est la plus notable, de 57 %, puisque ce marché est traditionnellement le plus profitable pour les manufacturiers japonais.
| Pays       | Unités    | Pourcentage |
| ---------- | --------- | ----------- |
| Japon      | 758 478   | 57,75       |
| Thaïlande  | 150 679   | 11,47       |
| Taïwan     | 99 720    | 7,59        |
| États-Unis | 95 460    | 7,27        |
| Pays-Bas   | 73 430    | 5,59        |
| Malaisie   | 57 990    | 4,42        |
| Autres     | 77 652    | 5,91        |
| Total      | 1 313 409 | 100         |

#### Implantation industrielle
Les usines principales de Mitsubishi Motors sont situées au Japon, à Nagoya et Mizushima, en Thaïlande à Phathunthanee et aux Philippines à Cainta.
Hormis ces unités de production, ainsi que celle de son partenaire à Taïwan, les productions dans les autres pays, généralement chez des assembleurs locaux, sont d'un faible volume.
Le gouvernement australien ayant décidé de réduire les taxes à l'importation de véhicules, MMC a fermé fin mars 2008 son usine australienne de Covelly Park, où la faiblesse des ventes locales ne justifiait plus le maintien d'une usine sur place. Ce retrait s'inscrit dans un mouvement de désengagement des constructeurs japonais de l'industrie automobile australienne ou néo-zélandaise, qui s'est traduit par des fermetures de sites d'assemblage ou par la réduction de la diversité et du nombre de modèles assemblés localement.

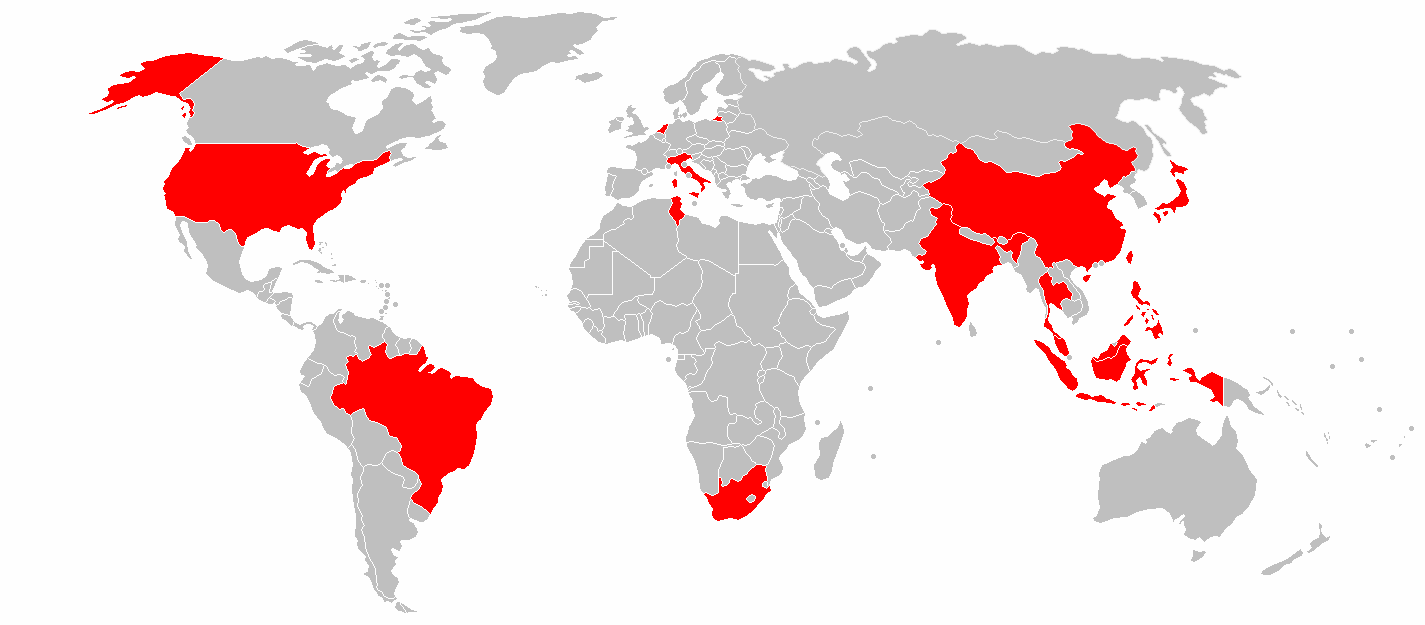
Sites de production de modèles Mitsubishi Motors dans le monde

Un mois plus tard MMC construit une usine en Russie, à Kalouga, en collaboration avec PSA, où le groupe japonais détient que 30 % des parts.
Une usine de construction automobile avec China Motor Corp. (CMC) dans la province de Fujian (Sud Est), ainsi que plusieurs coentreprises en Chine. MMC détient en effet des participations dans le capital de trois entreprises chinoises : deux usines de construction de moteurs Shenyang Aerospace Mitsubishi Motors Engine Manufacturing Co., Harbin Dongan Automotive Engine Manufacturing Co. et la société Hunan Changfeng Motor Co., qui produit d'anciens Pajero sous sa propre marque.
En 2006 Mitsubishi Motors créait à Shanghai un centre de recherche et développement, Lingfa Car Technical Consulting  Ltd.
En 2012, Mitsubishi revend l'usine NedCar située à Born aux Pays-Bas pour un euro symbolique au groupe VDL. Cette usine assemblait des Colt et des Outlander.
Fin 2015, l'usine Mitsubishi de Normal cesse la production de l'Outlander Sport (ou ASX), Mitsubishi a cherché un repreneur et fin 2016, une entreprise nommée Rivian s'est dite prête à reprendre l'usine,.

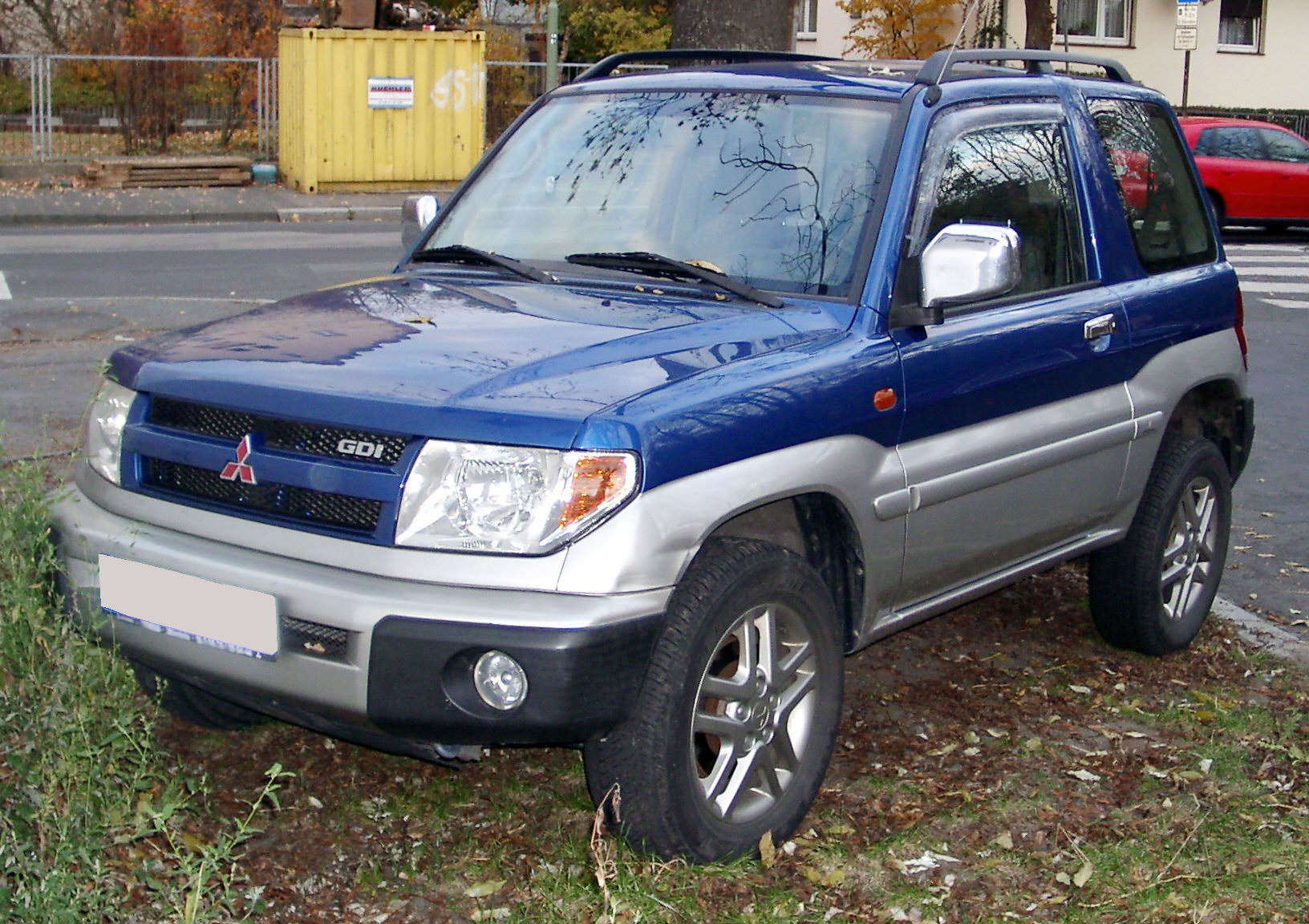
Le designer Pininfarina a assemblé pour Mitsubishi des véhicules en Italie, à l'instar du Pajero Pinin

La Colt CZC (coupé-cabriolet) était produite en Italie dans l'usine Pininfarina SpA de Turin, qui assemblait auparavant le Pajero Pinin jusqu'à sa fin de production.
Le Pajero de deuxième génération est toujours assemblé en Colombie en CKD.
Mitsubishi Motors est associée depuis plusieurs années avec l'entreprise indienne de construction automobile: Hindustan Motors dont elle détient 10 % du capital et qui appartient au groupe Birla Corp Ltd, fabricant des Mitsubishi Lancer et Pajero ainsi que des moteurs et boîtes de vitesses pour Isuzu Motors.
MMC détenait aussi une participation de 7,5 % dans le capital du constructeur malais Proton à qui il fournissait des moteurs et boites de vitesses et qui possède lui-même, la marque de voitures de sport anglaise Lotus.

### Stratégie
Sur le plan de la gamme, un nouveau véhicule dénommé i miev préfigure le véhicule sur lequel MMC compte assurer son avenir dans le domaine des voitures électriques. Elle est actuellement diffusée au Japon auprès des entreprises du keiretsu en attendant une plus large commercialisation qui devrait commencer, en Europe, par la Grande-Bretagne; en raison de la conduite situé à droite
Sur le plan industriel, Mitsubishi Motors souffre d'une sous-utilisation chronique de son appareil. Son usine nord-américaine, qui peut produire annuellement 135 000 unités, ne tourne qu'à 70,7 % de ses capacités ; cette capacité d'assemblage peut être augmentée, car, ramenée au pic de production de 222 000 véhicules en 2000, le site n'assemble qu'à 43 % de sa capacité. La capacité maximale de production de l'usine néerlandaise NedCar, soit 200 000 voitures par an (avec deux équipes)n'a été atteinte uniquement grâce à l'assemblage conjoint des modèles Volvo puis Smart. En 2006, l'outil a tourné à 37 % de sa capacité. Au-delà de l'enjeu commercial d'un accroissement  des ventes dans l'Union européenne, une hausse de la production ou un partage de ligne de montage est crucial pour la rentabilité de MMC. Le transfert de production du SUV Outlander, notamment pour le compte de PSA devrait répondre à cet enjeu, dans un contexte toutefois changeant : si ce type de modèle connaît un succès croissant en Europe, la législation européenne s'oriente vers un durcissement des contraintes techniques liées à l'émission de particules de carbone que provoquent en grande quantité ce type de véhicule.
En Amérique du Nord, les SUV, fers de lance de Mitsubishi Motors avec l'Endeavor, l'Outlander, et le pick-up Raider, connaissent une forte baisse des ventes à la suite de la hausse du prix du baril de pétrole, obligeant MMC à revoir sa stratégie de gamme et de vente. De plus, dans certains États, à l'instar de la Californie, l'évolution de la législation tend à devenir plus contraignante pour les motorisations fortement polluantes et à la traduction en justice des constructeurs. Pour le moment, les modèles à énergie alternative proposés par MMC sont de petites voitures, type de véhicule qui n'a pas encore été introduit sur ce marché.
Enfin, l'enjeu pour Mitsubishi Motors est de profiter au mieux de la croissance des pays émergents, qui connaissent un équipement grandissant, comme les pays du BRICS. Or la présence industrielle de MMC est principalement située dans les pays de la triade, dont les marchés sont arrivés à maturité, ou dans des pays en développement mais aux marchés étroits que sont Taïwan, la Malaisie et la Thaïlande. Les sites assemblant au Brésil, en Inde et en Chine populaire ne compte que pour 2,5 % de sa production totale en 2006, et MMC ne détiendra qu'une minorité dans sa nouvelle usine en Russie.
À la rentrée 2017, le groupe Renault-Nissan-Mitsubishi, par l'intermédiaire de son PDG Carlos Ghosn, a dévoilé sa stratégie pour les cinq années à venir, notamment en ce qui concerne le développement de véhicules électriques. Appelé « Alliance 2022 », ce plan a pour but d’intensifier la coopération entre les trois marques l'Alliance mais aussi et surtout d’intensifier le développement et la commercialisation de véhicules électriques. Ainsi, Renault-Nissan-Mitsubishi prévoit de commercialiser 12 nouveaux modèles de véhicules «100 % électriques» d’ici à 2022[réf. souhaitée]. Mitsubishi présente son propre plan le 18 octobre après Renault et avant Nissan. Il se nomme Drive for Growth et Mitsubishi vise 40 % des ventes mondiales à 1,3 million d'unités d'ici 2020 pour augmenter sa marge opérationnelle de 6 % contre 0,3 % aujourd'hui en commercialisant 11 nouveautés donc 6 modèles entièrement nouveaux.

## Modèles actuels
Les différents modèles en 2025.
- Mitsubishi eK (et eK Wagon, eK Space, eK X), Kei cars.
- Mitsubishi Delica Mini, Kei car.
- Mitsubishi Space Star/Mirage, citadine 5-portes.
- Mitsubishi Attrage/Mirage G4, citadine 4 portes, dérivée de la précédente.
- Mitsubishi Colt, citadine 5-portes basée sur la Renault Clio V.
- Mitsubishi Xforce, SUV.
- Mitsubishi Eclipse Cross, SUV.
- Mitsubishi ASX/RVR/Outlander Sport, SUV.
- Mitsubishi ASX II, SUV. Version principalement destinée au marché européen et basée sur le Renault Captur II.
- Mitsubishi Outlander, SUV.
- Mitsubishi Pajero Sport/Montero Sport, SUV.
- Mitsubishi Minicab EV, camionette.
- Mitsubishi Xpander, monospace.
- Mitsubishi Delica D:5, monospace.
- Mitsubishi L200/Triton, pick-up.

## Anciens modèles

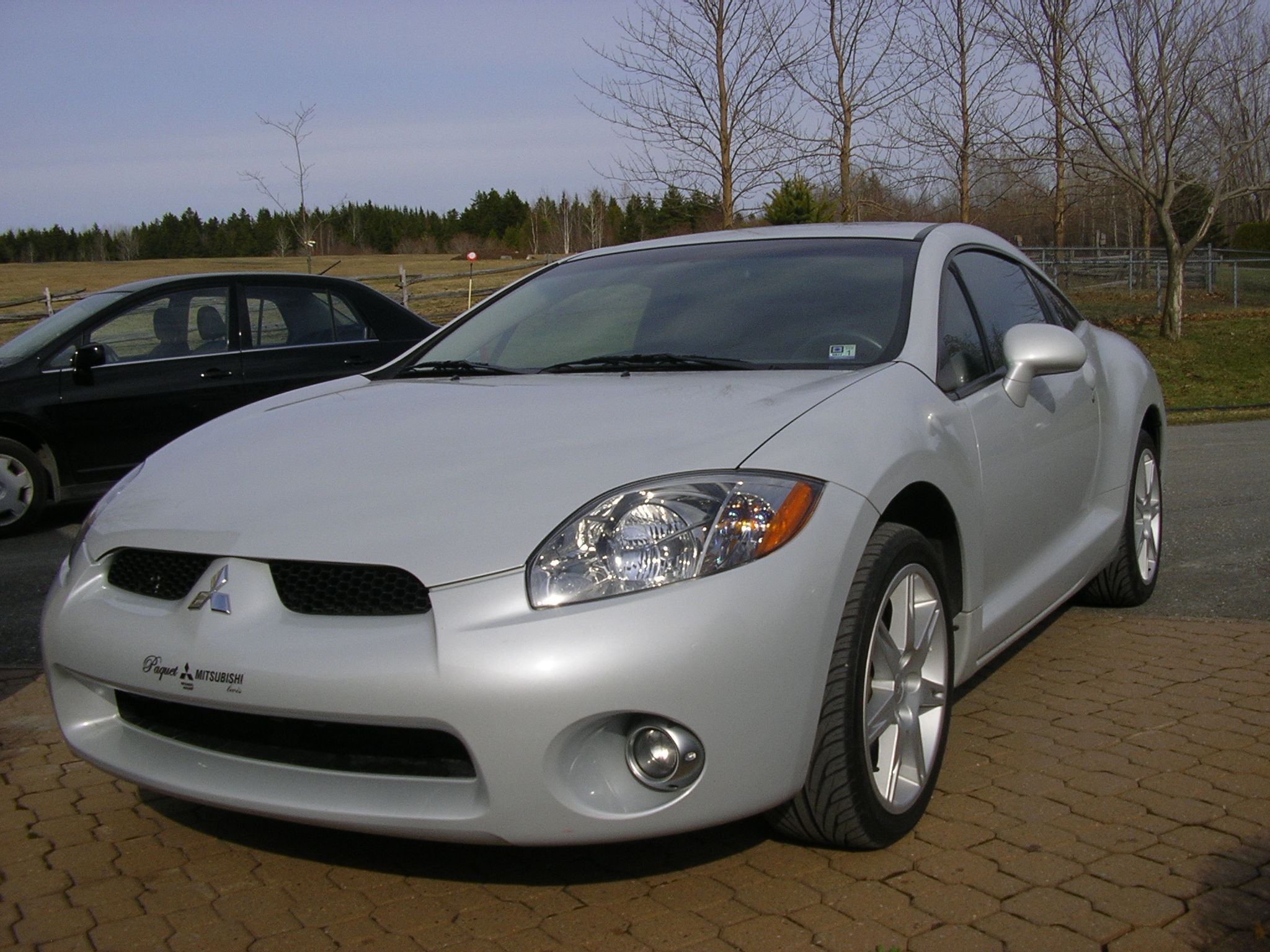
Mitsubishi Eclipse GT, modèle 2006

- Mitsubishi Space Star, monospace compact produit de 1998 à 2005.
- Mitsubishi Space Wagon, monospace des années 1980 et 1990.
- Mitsubishi Pajero Mini, petit 4x4 de la catégorie keijidosha.
- Mitsubishi Endeavour, SUV diffusé de 2003 à 2011 sur le marché nord-américain.
- Mitsubishi 3000 GT, sportive des années 1990 également diffusée sous la marque Dodge.
- Mitsubishi Starion, petit coupé à roues arrière motrices produit dans les années 1980, aussi vendu sous le nom de Plymouth conquest aux États-Unis.
- Mitsubishi Pajero Pinin, petit SUV et crossover urbain produit de 1998 à 2007. Dessiné par l'italien Pininfarina, d'après son nom.
- Mitsubishi Carisma, berline compacte basée sur la Lancer Évolution et la Volvo S40 et sortie de 1996 à 2003: restylage en 1999 et 2001.
- Mitsubishi Grandis, monospace qui remplace le Space Star et vendu de 2003 à 2010 au Japon puis de 2005 à 2010 en Europe.
- Mitsubishi Savrin, monospace produit de 2001 à 2014 à Taïwan en Chine et version chinoise du troisième opus du Space Wagon, appelé aussi Chariot Grandis.
- Mitsubishi Eclipse, coupé ou cabriolet destiné au marché américain, lancée en 1990 et arrêté en 2012.
- Mitsubishi Lancer Evolution, berline sportive, lancée fin 2007 au Japon (Evo X) et arrêtée en 2014.
- Mitsubishi Tredia, une des premières Mitsubishi à être exportées en Amérique du Nord, produite de 1982 à 1990.
- Mitsubishi PX 33 est un véhicule tout terrain construit en 1934, 1er quatre roues motrices du Japon.
- Mitsubishi Pajero, tout-terrain.
- Mitsubishi Toppo, K-car.
- Mitsubishi Colt, petite berline, produite au Japon et en Europe aux Pays-Bas (base partagée avec l'ex-Smart Forfour). Remplacée en 2012 par la Mirage, rebaptisée Space Star en Europe.
- Mitsubishi Galant, grande berline.
- Mitsubishi i, citadine ovoïde à moteur arrière ainsi que sa variante 100 % électrique i MiEV, commercialisée également par Peugeot sous le nom d'iOn et par Citroën sous le nom de C-Zero.

## Concept cars
- Mitsubishi Prototype-S Concept, présenté au salon international de l'automobile de Genève 2008[53].
- Mitsubishi Prototype X Concept, présenté au salon de Détroit 2007[54].
- Mitsubishi cX Concept, présenté au salon de l'automobile de Francfort 2007[55].
- Mitsubishi Concept PX MiEV I, présenté au salon de l'automobile de Tokyo 2009[56].
- Mitsubishi Concept PX MiEV II, présenté au salon de l'automobile de Tokyo 2011[57].
- Mitsubishi Concept CA-MiEV, présenté au salon international de l'automobile de Genève 2013[58].
- Mitsubishi Concept GR-HEV, présenté au salon international de l'automobile de Genève 2013[59]
- Mitsubishi AR Concept, présenté au salon de l'automobile de Tokyo 2013[60].
- Mitsubishi Concept GC-PHEV, présenté au salon international de l'automobile de Genève 2014[61].
- Mitsubishi Concept XR-PHEV I, présenté au salon de l'automobile de Tokyo 2014[62].
- Mitsubishi eX Concept, présenté au salon de l'automobile de Tokyo 2015[63].
- Mitsubishi AX Concept, présenté au salon international de l'automobile de Genève 2015.
- Mitsubishi Concept XR-PHEV II, présenté au salon international de l'automobile de Genève 2015[62]
- Mitsubishi XM Concept, présenté au salon de Jakarta 2016[64].
- Mitsubishi GT-PHEV Concept, présenté au Mondial de l'automobile de Paris 2016[65].
- Mitsubishi e-Evolution Concept, présenté au salon de l'automobile de Tokyo 2017[66].
- Mitsubishi Electric Emirai 4[67]
- Mitsubishi Engelberg Tourer, présenté au salon international de l'automobile de Genève 2019.
- Mitsubishi Mi-Tech Concept, présenté au salon de l'automobile de Tokyo 2019[68].
- Mitsubishi Super Height K-Wagon Concept, présenté au salon de l'automobile de Tokyo 2019[69].
- Mitsubishi Kei EV Concept, présenté au salon de l'automobile de Tokyo 2021[70].
- Mitsubishi Ralliart Concept, présenté au salon de l'automobile de Tokyo 2021.
- Mitsubishi XFC Concept, présenté au Vietnam Motor Show en octobre 2022[71].
- Mitsubishi XRT Concept, présenté au Bangkok International Motor Show 2023[72]

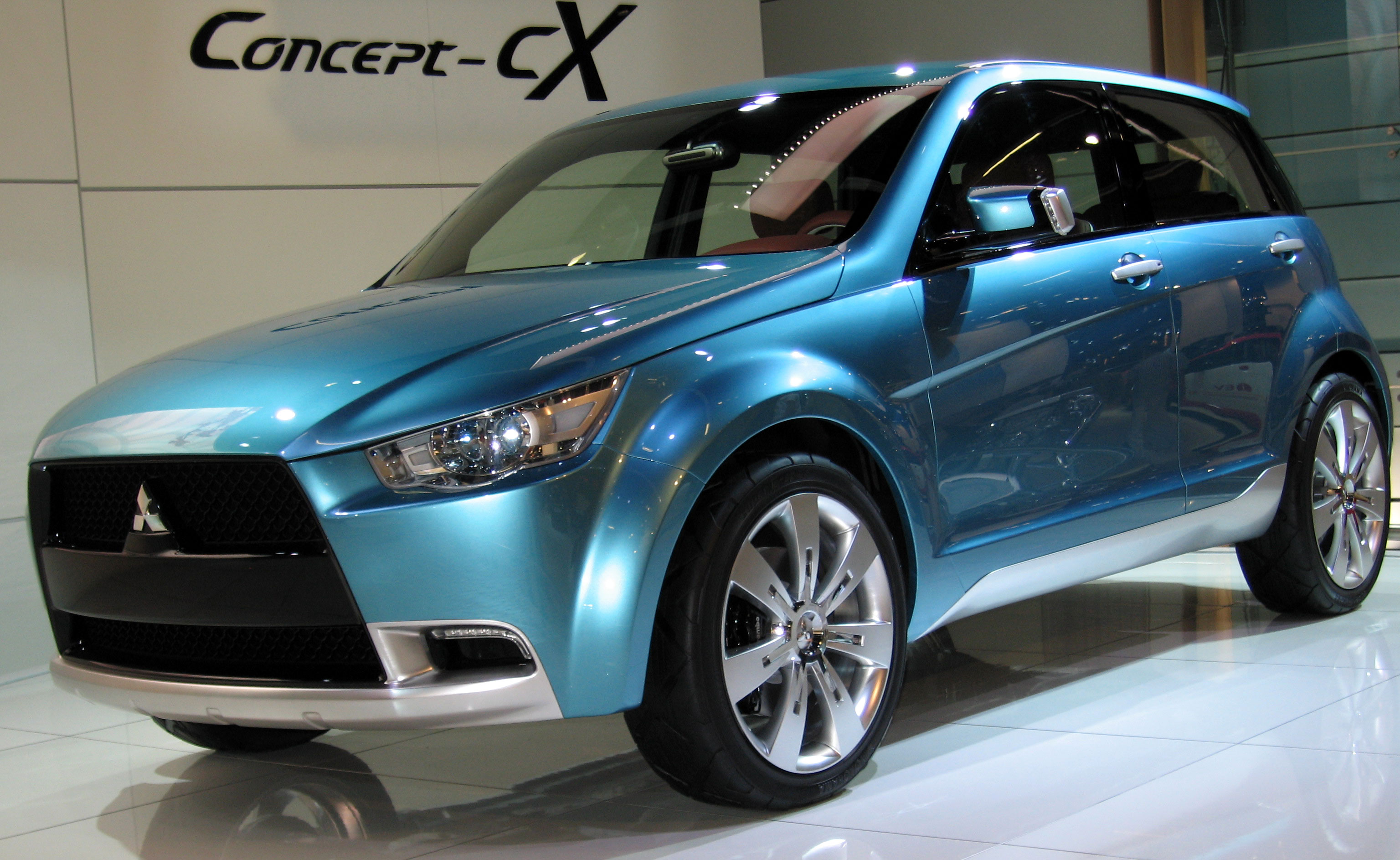
cX Concept
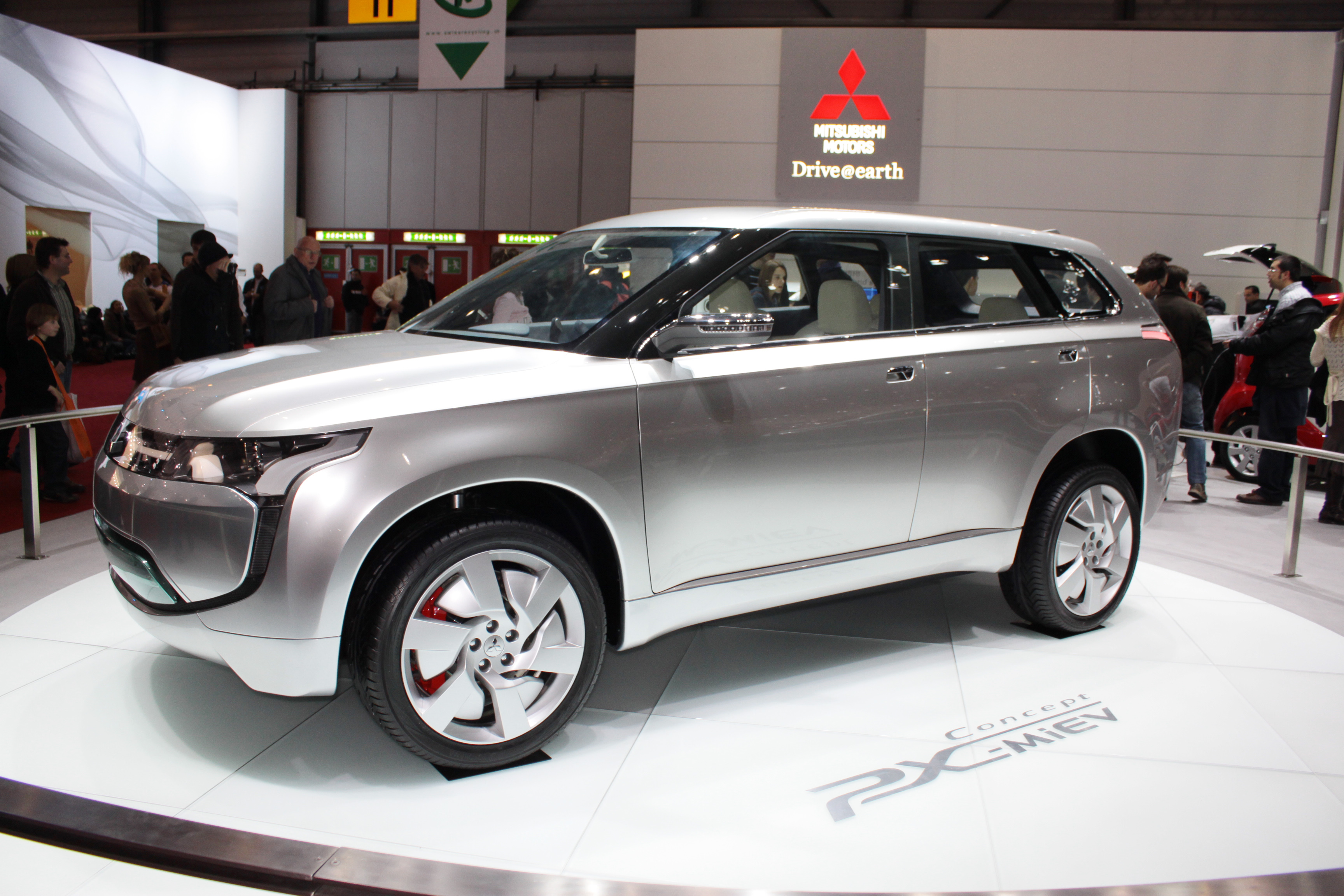
Concept PX MiEV I
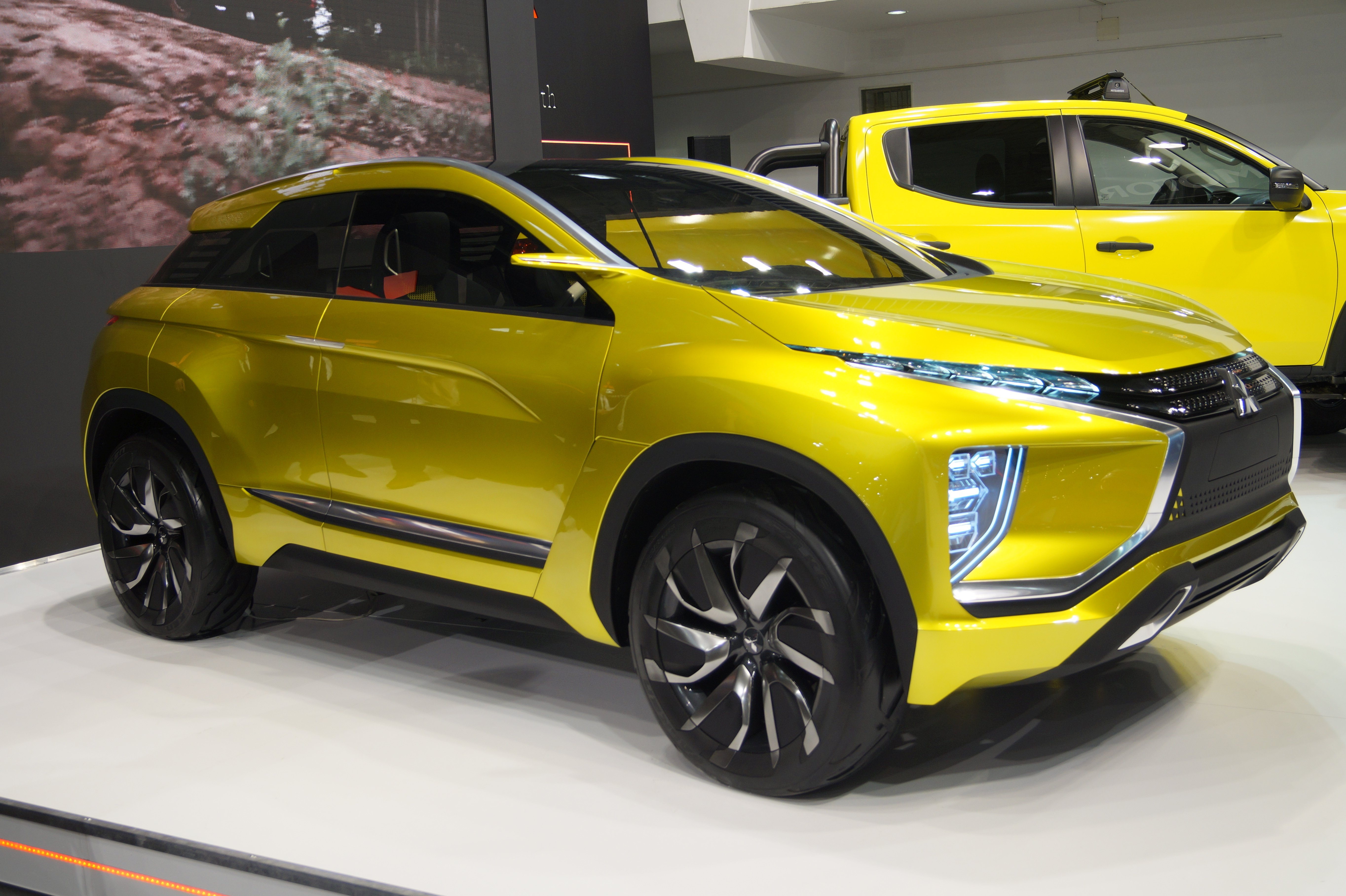
eX Concept
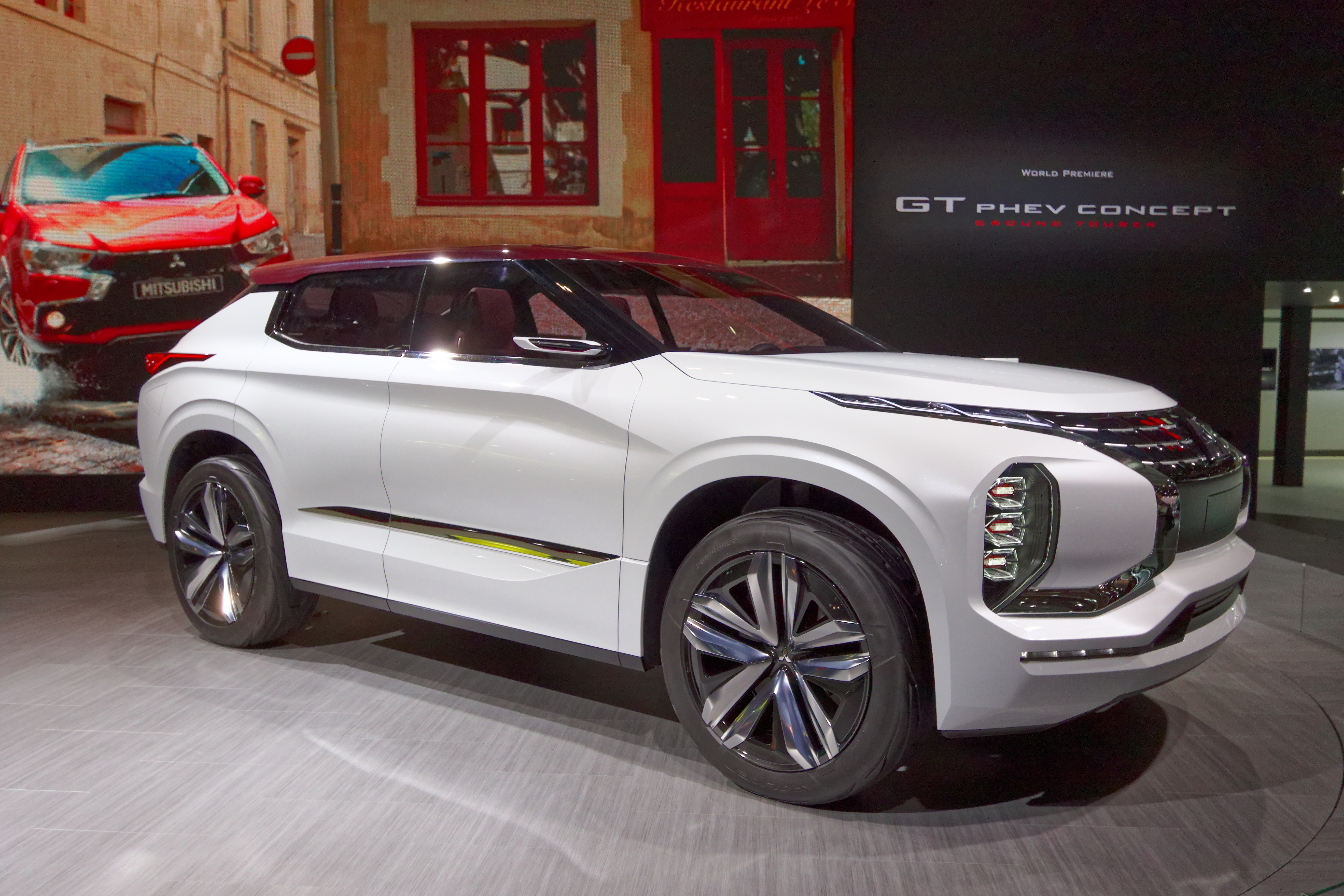
GT-PHEV Concept
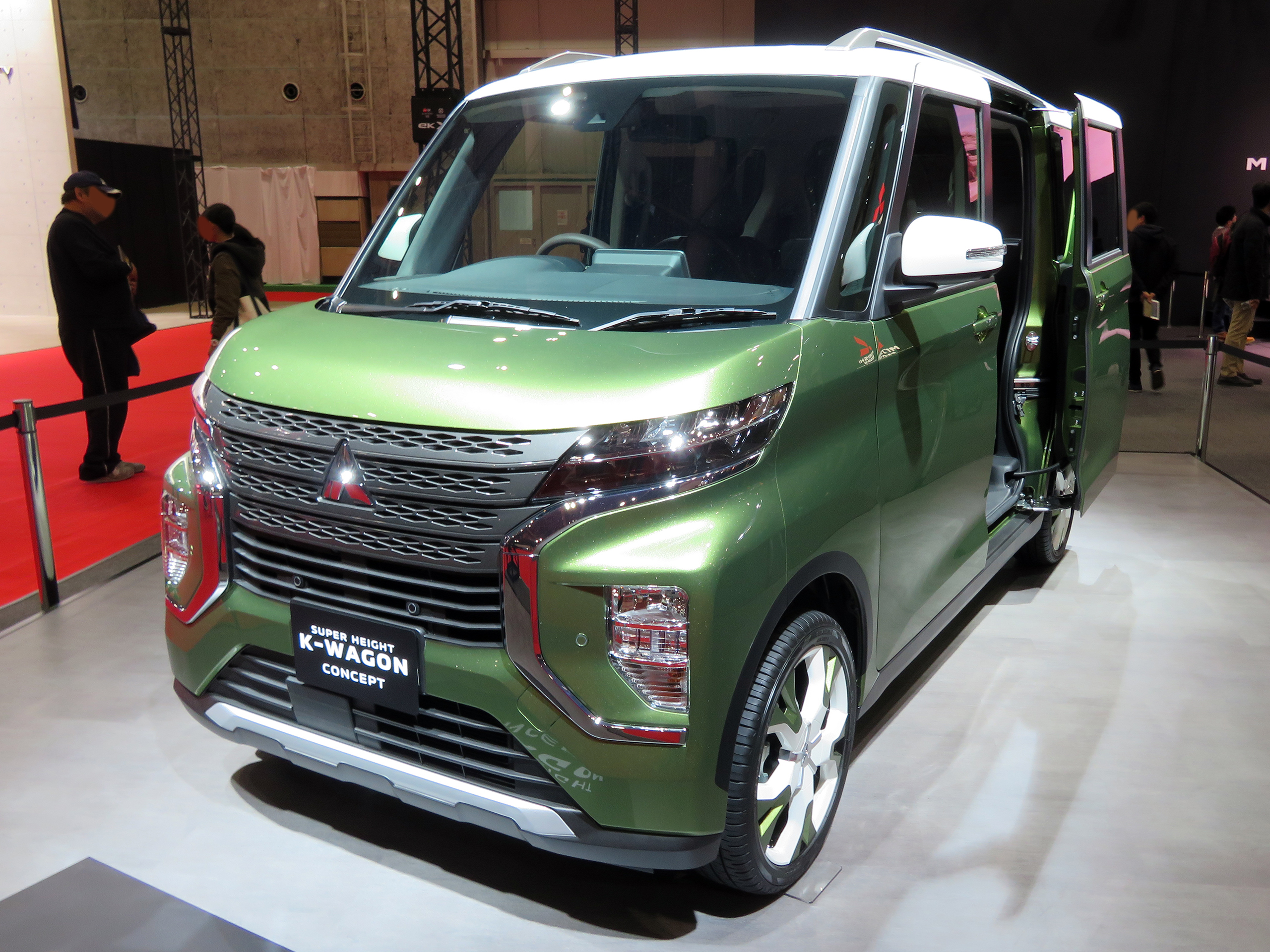
Super Height K-Wagon Concept
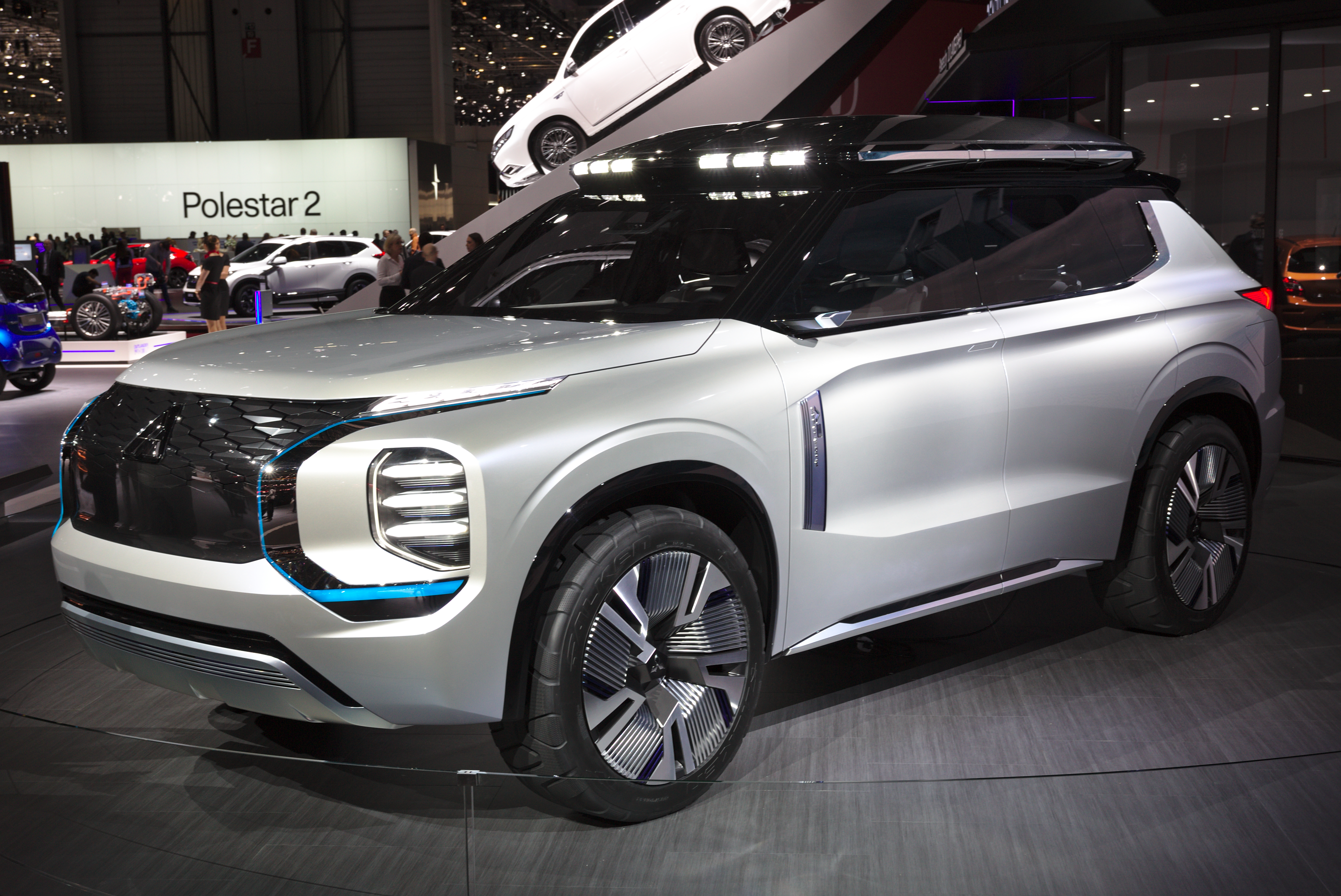
Engelberg Tourer

## Activités sportives
MMC est engagé dans le  raid Rallye Dakar depuis 1983, et remporte son premier titre en 1985, avec Patrick Zaniroli et Jean da Silva. Mitsubishi Ralliart a remporté toutes les éditions de 2001 à 2007, cumulant 12 victoires au total. Mitsubishi s'est retiré des rallyes-raids en 2009.
Mitsubishi Motors fut également engagé dans le Championnat du monde des rallyes, avec différentes versions de la Mitsubishi Lancer Evolution. MMC a remporté le titre constructeur en 1998, et le titre pilote avec Tommi Mäkinen en 1996 et 1997 avec Seppo Harjanne comme copilote, et en 1998 et 1999, avec Risto Mannisenmäki comme copilote. Tommi Mäkinen a par ailleurs été le pilote de Mitsubishi de 1995 à 2001.

### Vainqueurs du Rallye Dakar

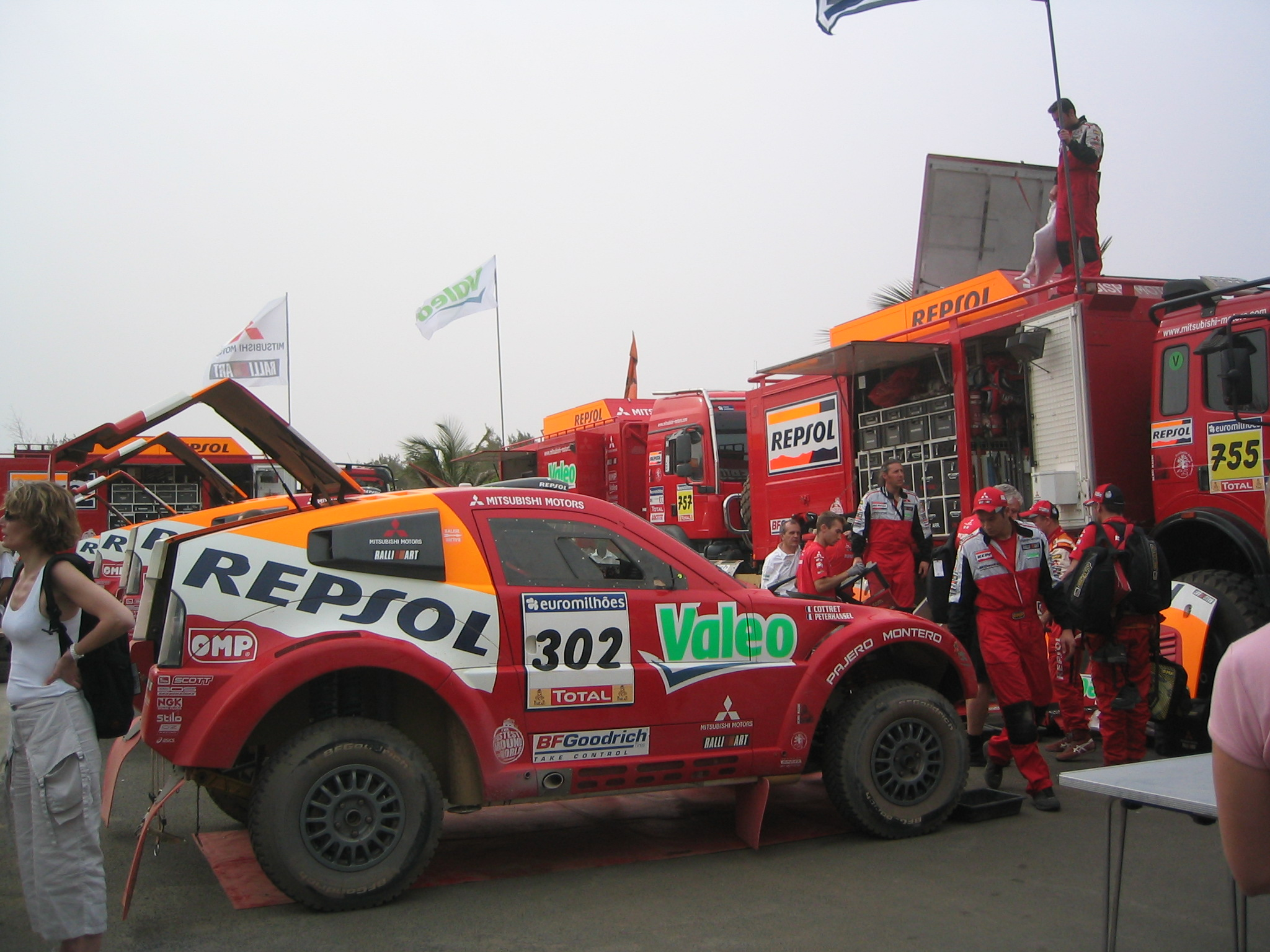
La Mitsubishi Pajero Montero, pilotée par Stéphane Peterhansel lors de l'édition 2007 du Rallye Dakar.

| Saison | Vainqueurs           | Vainqueurs        | Vainqueurs        |
| Saison | Pilote               | Copilote          | Voiture           |
| ------ | -------------------- | ----------------- | ----------------- |
| 1985   | Patrick Zaniroli     | Jean da Silva     | Mitsubishi Pajero |
| 1992   | Hubert Auriol        | Philippe Monnet   | Mitsubishi Pajero |
| 1993   | Bruno Saby           | Dominique Serieys | Mitsubishi Pajero |
| 1997   | Kenjiro Shinozuka    | Henri Magne       | Mitsubishi Pajero |
| 1998   | Jean-Pierre Fontenay | Gilles Picard     | Mitsubishi Pajero |
| 2001   | Jutta Kleinschmidt   | Andreas Schulz    | Mitsubishi Pajero |
| 2002   | Hiroshi Masuoka      | Pascal Maimon     | Mitsubishi Pajero |
| 2003   | Hiroshi Masuoka      | Andreas Schulz    | Mitsubishi Pajero |
| 2004   | Stéphane Peterhansel | Jean-Paul Cottret | Mitsubishi Pajero |
| 2005   | Stéphane Peterhansel | Jean-Paul Cottret | Mitsubishi Pajero |
| 2006   | Luc Alphand          | Gilles Picard     | Mitsubishi Pajero |
| 2007   | Stéphane Peterhansel | Jean-Paul Cottret | Mitsubishi Pajero |

### Palmarès en championnat du monde des rallyes (WRC)

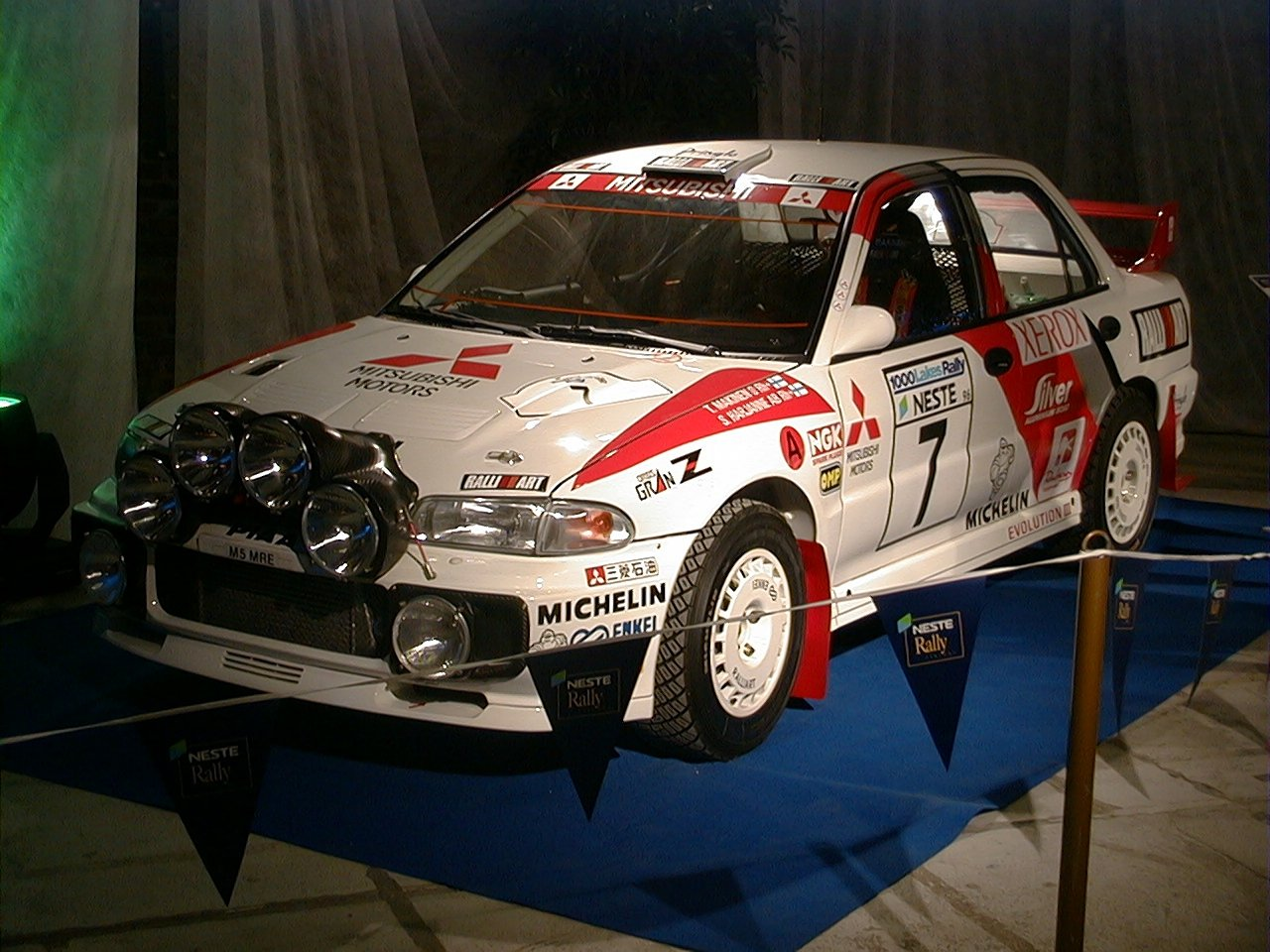
La Lancer Evo III au rallye de Finlande 1996.

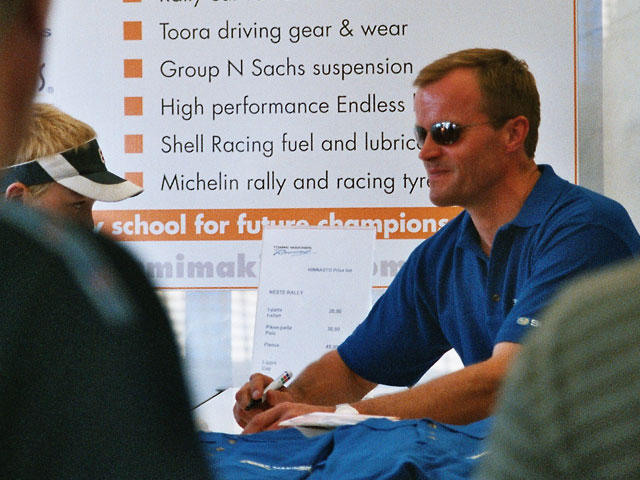
Tommi Mäkinen

Pilote    
|      |               |                           |  |  |  |  |  |  |  |
| 1996 | Tommi Mäkinen | Mitsubishi Lancer Evo III |  |  |  |  |  |  |  |
| 1997 | Tommi Mäkinen | Mitsubishi Lancer Evo IV  |  |  |  |  |  |  |  |
| 1998 | Tommi Mäkinen | Lancer Evolution V        |  |  |  |  |  |  |  |
| 1999 | Tommi Mäkinen | Mitsubishi Lancer Evo VI  |  |  |  |  |  |  |  |

Constructeur 
|      |                               |  |  |  |  |  |  |  |  |
| 1998 | Lancer Evolution V Carisma GT |  |  |  |  |  |  |  |  |